# Zorzines atrogrisea
Zorzines atrogrisea là một loài bướm đêm trong họ Noctuidae.